# Ișkiv, Kozova
Ișkiv (în ucraineană Ішків) este localitatea de reședință a comunei Ișkiv din raionul Kozova, regiunea Ternopil, Ucraina.

## Demografie
Componența lingvistică a localității Ișkiv
     Ucraineană (99,53%)
     Alte limbi (0,47%)
Conform recensământului din 2001, majoritatea populației localității Ișkiv era vorbitoare de ucraineană (99,53%), existând în minoritate și vorbitori de alte limbi.